# Syndrome de Coffin-Siris
Ne pas confondre ce syndrome avec le syndrome de Coffin-Lowry.

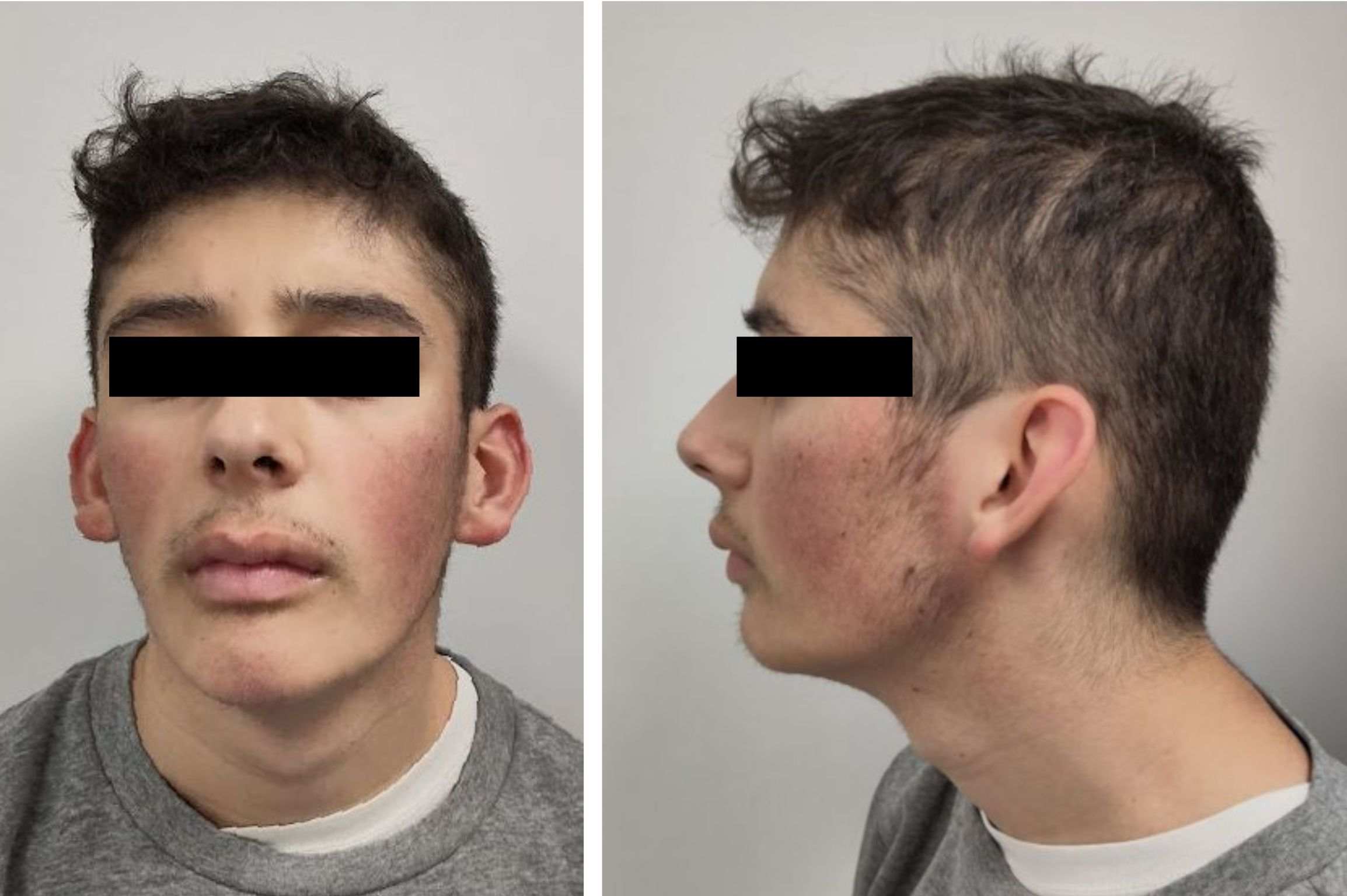

Le syndrome de Coffin-Siris est une maladie génétique rare responsable d'une déficience intellectuelle, d'un retard de développement et d'une absence d'ongle au cinquième doigt et au cinquième orteil.
En 1991, 31 cas ont été décrits. En 2012, le nombre de cas décrits dans le monde se situait autour de 100.
Dans les pays anglophones, le syndrome de Coffin-Siris est également appelé « Fifth digit syndrome » (syndrome du cinquième doigt).

## Caractéristiques cliniques

### Signe cliniques majeurs
Le syndrome de Coffin-Siris se caractérise par l'association de :
- une déficience intellectuelle modérée à sévère[4] ;
- un retard de développement ;
- au niveau des cinquièmes doigts et orteils, une hypoplasie de la dernière phalange et / ou une absence ou une hypoplasie de l'ongle des cinquièmes doigts et orteils[5]. C'est souvent cette dernière caractéristique qui amène le médecin généticien à considérer le diagnostic de syndrome de Coffin-Siris.

Du fait de la variabilité du phénotype, le diagnostic de syndrome de Coffin-Siris est souvent difficile à confirmer cliniquement. En effet, de nombreux autres signes cliniques existent chez les patients avec un syndrome de Coffin-Siris, mais ne sont pas spécifiques du syndrome et peuvent être présents dans d'autres pathologies. Pour faciliter le diagnostic, des critères diagnostiques ont été proposés en 2001, lesquels sont un retard développemental, un hirsutisme, un faciès grossier, une hypoplasie de la phalange distale des cinquièmes doigts et orteils et une hypoplasie ou absence de l'ongle des cinquièmes doigts et orteils.
En moyenne, un enfant avec un syndrome de Coffin-Siris peut s'asseoir à 12 mois (8 mois normalement en moyenne), marcher à 30 mois (15 mois normalement en moyenne) et dire son premier mot à 24 mois (9 mois normalement en moyenne).
Un cas de syndrome de Coffin-Siris avec autisme a déjà été décrit.

### Signes associés
Les signes cliniques associés peuvent être une hypotonie, une microcéphalie, une dysmorphie, des cheveux épars, des difficultés d'alimentation, des infections respiratoires récurrentes, un petit poids de naissance, une petite taille, un retard de croissance, une hyperlaxité ligamentaire, une hypertrichose. Les sujets atteints présentent une dysmorphie pouvant associer un faciès grossier avec une épaisseur de peau augmentée, un grand nez et une grande bouche, des cils longs, des sourcils épais (voire un synophris) et de petites fentes palpébrales.

#### Troubles du langage
L'expression orale est plus sévèrement touchée que la compréhension orale,.

#### Cheveux et poils
Une hypertrichose et un hirsutisme sont présents dans 93 % des cas.

## Causes
Le syndrome de Coffin-Siris est causé par une mutation hétérozygote dans un des sept gènes parmi
ARID1A (en), ARID1B (en), SMARCA4 (en), SMARCB1 (en), SMARCE1 (en), SOX11 (en) ou PHF6 (en). Le mode de transmission est autosomique dominant et la mutation peut être héritée ou de novo. Une transmission récessive autosomique ne peut être exclue puisque de rares cas ont été décrits avec récurrence de la maladie au sein de fratries dont les parents sont sains, sans confirmation moléculaire de syndrome de Coffin-Siris.

## Diagnostic différentiel
Le syndrome de Coffin-Siris ne doit pas être confondu avec le syndrome de Nicolaides-Baraitser (en).